# 亞奈爾山火
亞奈爾山火(英語：Yarnell Hill Fire)是在2013年6月28日由於閃電擊中而於美國亞利桑那州亞奈爾當地引發的山火，並且在6月30日時造成19名接受過撲滅山火訓練的普雷斯科特消防局消防員於火災中殉職。儘管在一開始的消息說表示其中只有一名通過跨部門快速打擊支援隊訓練，但是之後普雷斯科特消防局局長丹·佛莱乔（Dan Fraijo）證實所有成員皆為格拉尼特山跨部門快速打擊支援隊（Granite Mountain Interagency Hotshot Crew）成員；之後普雷斯科特消防局除了表示其中有14人年紀僅20歲，並且在7月1日時公布當時參與滅火任務的成員名單。而在這次事故中唯一的倖存者布蘭登·麥唐納（Brendan McDonough）由於恰巧正準備移動車輛而躲過一劫並於之後則接受醫院治療，另外在撲滅山火的過程中亦造成另外22名消防員受傷。
也由於這次山火事故造成19名消防員殉職的緣故，這使得其成為自1933年格里斐斯公園山火發生以後、因為山火而導致最多消防員喪命的一次，同時也是21世紀美國所有造成消防員損失的災害中排名第六名。
此火災事件其後被改編為2017年電影《無路可退》。

## 19名殉職消防員名單
Andrew Ashcraft 安德魯.艾許克拉夫特, 得年29歲

Robert Caldwell 勞勃.考德威, 得年23歲

Travis Carter 崔維斯.卡特, 享年31歲

Dustin Deford 達斯汀.狄佛德, 得年24歲

Christopher MacKenzie 克里斯多夫.麥肯錫, 享年30歲

Eric Marsh 艾力克馬許, 享年43歲

Grant McKee 葛蘭特麥基, 得年21歲

Sean Misner 西恩米斯那, 得年26歲

Scott Norris 史考特諾里斯, 得年28歲

Wade Parker 韋德帕克, 得年22歲

John Percin Jr. 小約翰.佩辛, 得年24歲

Anthony Rose 安東尼.羅斯, 得年23歲

Jesse Steed 傑西史帝, 享年36歲

Joe Thurston 喬.瑟斯頓, 享年33歲

Travis Turbyfill 崔維斯.特比菲, 得年27歲

William Warneke 威廉瓦尼基, 得年26歲

Clayton Whitted 克雷頓.惠特, 得年28歲

Kevin Woyjeck 凱文沃.傑克, 得年21歲

Garret Zuppiger 蓋瑞特.祖皮傑, 得年27歲

## 外部連結
- （英文） Current Information on the Loss of 19 Men in the Yarnell Fire（页面存档备份，存于）